# Арда (футбольный клуб)
ФК Арда Кырджали (болг. ФК Арда Кърджали) — болгарский футбольный клуб из города Кырджали. Домашние матчи команда проводит на стадионе Арена Арда, вмещающем около 15 000 зрителей. Ныне «Арда» выступает во Первой профессиональной футбольной лиге, высшем дивизионе в системе футбольных лиг Болгарии.

## История

### 1924—2013
«Арда» была основана 10 августа 1924 года под названием «Родопски Сокол», но позднее приняла своё нынешнее название в честь реки Арда. С 1945 по 1957 год команда была известна как «Минёр», после чего вновь стала «Ардой». В 1956 году клуб занял второе место в группе «Б» (второй уровень в системе футбольных лиг Болгарии), что является лучшим достижением «Арды» и по сей день. В сезоне 1959/1960 команда вышла в четвертьфинал Кубка Болгарии, что также и поныне является лучшим её результатом в рамках этого турнира. В 1988 году «Арда» стала третьей в группе «Б». Команда играла на втором и третьем уровнях болгарского футбола, пока в 2013 году не была распущена по финансовым причинам.

### Возрождение
В 2013 году команда вылетела из группы «В» в 2013 году и не участвовала ни в какой лиге до 2015 года, когда вернулась в региональную группу «A» после своего возрождения. В 2016 году «Арда» добилась продвижения в болгарскую Третью лигу после успешного сезона и победы 3:0 в матче плей-офф над клубом «Любимец 2007». 
В начале июня 2017 года клуб был приобретен болгарской дорожно-строительной компанией PSI Group в рамках болгарского футбольного проекта, вдохновленного опытом таких команд как «Лудогорец» и «Верея». Спустя две недели главным тренером «Арды» был назначен бывший игрок софийского «Левски» Элин Топузаков, а спортивным директором — Эмил Кременлиев. Затем Петар Пешев был избран директором клуба и было объявлено о том, что новые владельцы «Арды» инвестирует в неё около €1 млн в новые контракты, заработную плату и инфраструктуру вокруг стадиона в течение следующего сезона в Юго-Восточной группе Третьей лиги. Всё это привело к успеху в сезоне 2017/2018, когда «Арда» выиграла свою группу и Кубок Болгарской любительской футбольной лиги, в результате чего получила право играть в болгарской Второй лиге.
После неудовлетворительных результатов в первых пяти турах Второй лиги 2018/2019 Элин Топузаков был уволен, а его место занял Стойчо Стоев. Но 6 марта 2019 года новым главным тренером «Арды» стал Стамен Белчев после того, как Стоев перешёл на работу в стан болгарских чемпионов, клуб «Лудогорец».

## Текущий состав
| 1  | Флаг Болгарии     | Вр  | Анатолий Господинов            | 1994 |  |  |  |  |
| 23 | Флаг Болгарии     | Вр  | Месут Юсуф                     | 1992 |  |  |  |  |
| 36 | Флаг Болгарии     | Вр  | Васил Симеонов                 | 1998 |  |  |  |  |
|    |                   |     |                                |      |  |  |  |  |
| 2  | Флаг Болгарии     | Защ | Джуней Али                     | 1994 |  |  |  |  |
| 3  | Флаг Кот-д’Ивуара | Защ | Умар Сако (в аренде из «ЛАСК») | 1996 |  |  |  |  |
| 4  | Флаг Болгарии     | Защ | Милен Стоев                    | 1999 |  |  |  |  |
| 6  | Флаг Болгарии     | Защ | Пламен Крачунов                | 1989 |  |  |  |  |
| 8  | Флаг Болгарии     | Защ | Милен Желев                    | 1993 |  |  |  |  |
| 11 | Флаг Болгарии     | Защ | Александр Георгиев             | 1997 |  |  |  |  |
| 20 | Флаг Болгарии     | Защ | Деян Лозев                     | 1993 |  |  |  |  |
| 24 | Флаг Болгарии     | Защ | Алекс Петков                   | 1999 |  |  |  |  |
| 81 | Флаг Болгарии     | Защ | Атанас Зехиров                 | 1989 |  |  |  |  |
|    |                   |     |                                |      |  |  |  |  |
| 7  | Флаг Мали         | ПЗ  | Абубакар Тунгара               | 1994 |  |  |  |  |

| 21 | Флаг Болгарии   | ПЗ  | Радослав Цонев                                | 1995 |  |  |  |  |
| 22 | Флаг Болгарии   | ПЗ  | Слав Петков                                   | 2002 |  |  |  |  |
| 25 | Флаг Болгарии   | ПЗ  | Джанер Хасан                                  | 2005 |  |  |  |  |
| 77 | Флаг Болгарии   | ПЗ  | Илья Юруков                                   | 1999 |  |  |  |  |
| 80 | Флаг Болгарии   | ПЗ  | Лачезар Котев                                 | 1998 |  |  |  |  |
| 97 | Флаг Бразилии   | ПЗ  | Жуниор Палмарес                               | 1997 |  |  |  |  |
|    |                 |     |                                               |      |  |  |  |  |
| 10 | Флаг Болгарии   | Нап | Светослав Ковачев                             | 1998 |  |  |  |  |
| 17 | Флаг Болгарии   | Нап | Иван Коконов                                  | 1991 |  |  |  |  |
| 18 | Флаг Мали       | Нап | Лассана Н'Диайе (в аренде из «ЦСКА (Москва)») | 2000 |  |  |  |  |
| 21 | Флаг Мавритании | Нап | Эль-Мами Тета (в аренде из «Аланьяспор»)      | 2001 |  |  |  |  |
| 33 | Флаг Болгарии   | Нап | Иван Тилев                                    | 1999 |  |  |  |  |
|    | Флаг Болгарии   | Нап | Преслав Боруков                               | 2000 |  |  |  |  |

## Достижения
- Вторая лига:
  - 2-е место (1): 1955/56
  - 3-е место (1): 1987/88

- Третья лига:
  - Победитель (1): 2017/18

- Областная группа «А»:
  - Победитель (1): 2015/16

- Кубок Болгарии:
  - 1/8 финала (1): 1959/60

- Кубок Болгарской любительской футбольной лиги
  - Победитель (1): 2017/18

## История выступлений
| 2015/16                                                                                          | Областная группа «А» (IV) | 1  | 7  | 0  | 1  | 45  | 7  | 21 | не квалифицировалась |
| 2016/17                                                                                          | Третья лига (III)         | 16 | 11 | 6  | 17 | 49  | 69 | 39 | не квалифицировалась |
| 2017/18                                                                                          | Третья лига               | 1  | 30 | 4  | 0  | 142 | 7  | 94 | не квалифицировалась |
| 2018/19                                                                                          | Вторая лига (II)          | 3  | 19 | 5  | 6  | 44  | 18 | 62 | 1/16 финала          |
| 2019/20                                                                                          | Первая лига (I)           | 9  | 8  | 11 | 11 | 28  | 36 | 35 | 1/8 финала           |
| 2020/21                                                                                          | Первая лига (I)           | 4  | 13 | 11 | 7  | 42  | 37 | 50 | финал                |
| 2021/22                                                                                          | Первая лига (I)           | 10 | 8  | 13 | 11 | 38  | 51 | 35 | 1/8 финала           |
| Зелёным выделены сезоны, в которых команда добивалась продвижения, красным — в которых вылетала. |                           |    |    |    |    |     |    |    |                      |